# Eirmocephala
 Eirmocephala   H.Rob., 1987 è un genere di piante angiosperme dicotiledone della famiglia delle Asteraceae.

## Etimologia
Il nome scientifico del genere è stato definito per la prima volta dal botanico Harold Ernest Robinson (1932-2020) nella pubblicazione " Proceedings of the Biological Society of Washington" ( Proc. Biol. Soc. Washington 100(4): 853) del 1987.

## Descrizione

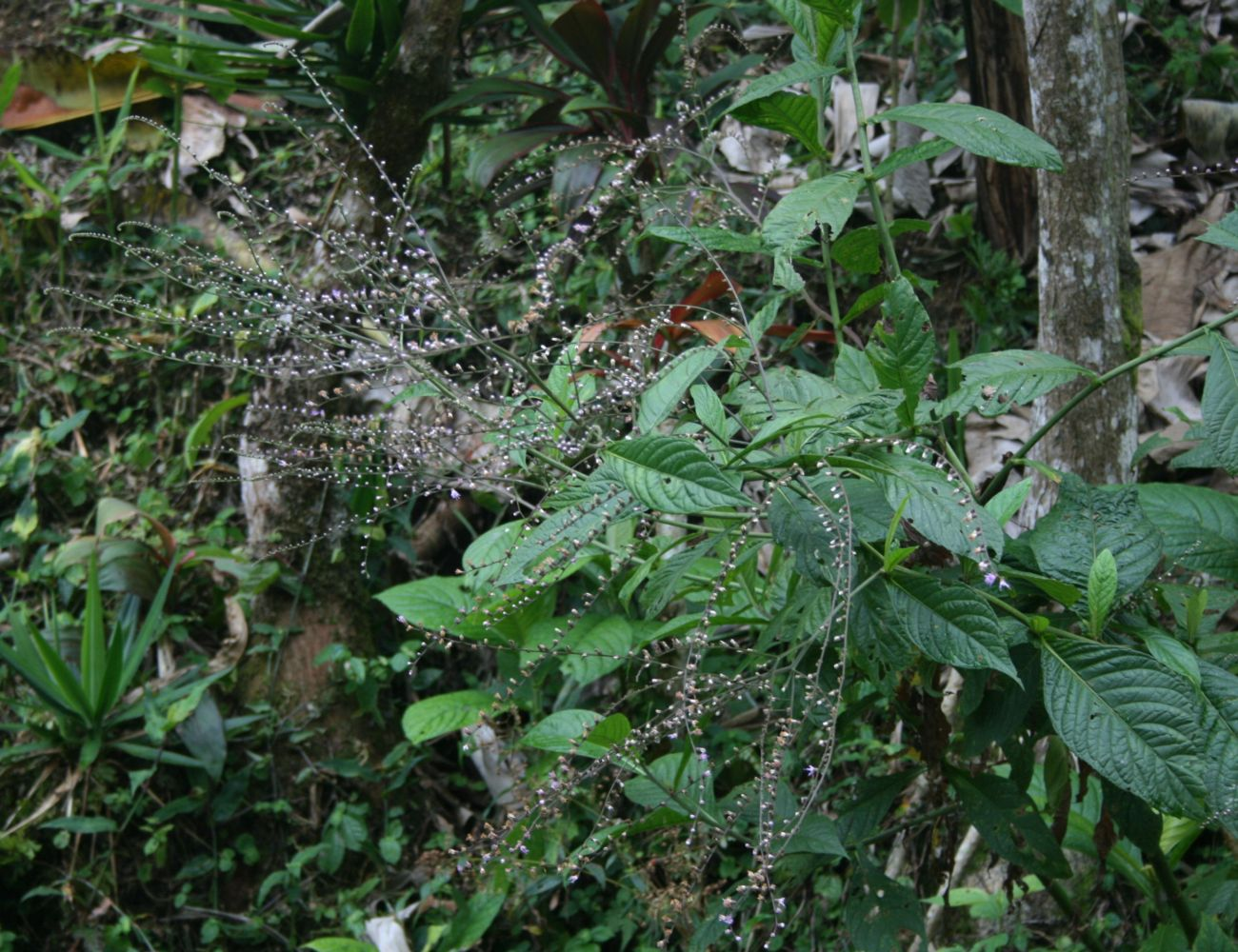
Il portamento
Eirmocephala brachiata

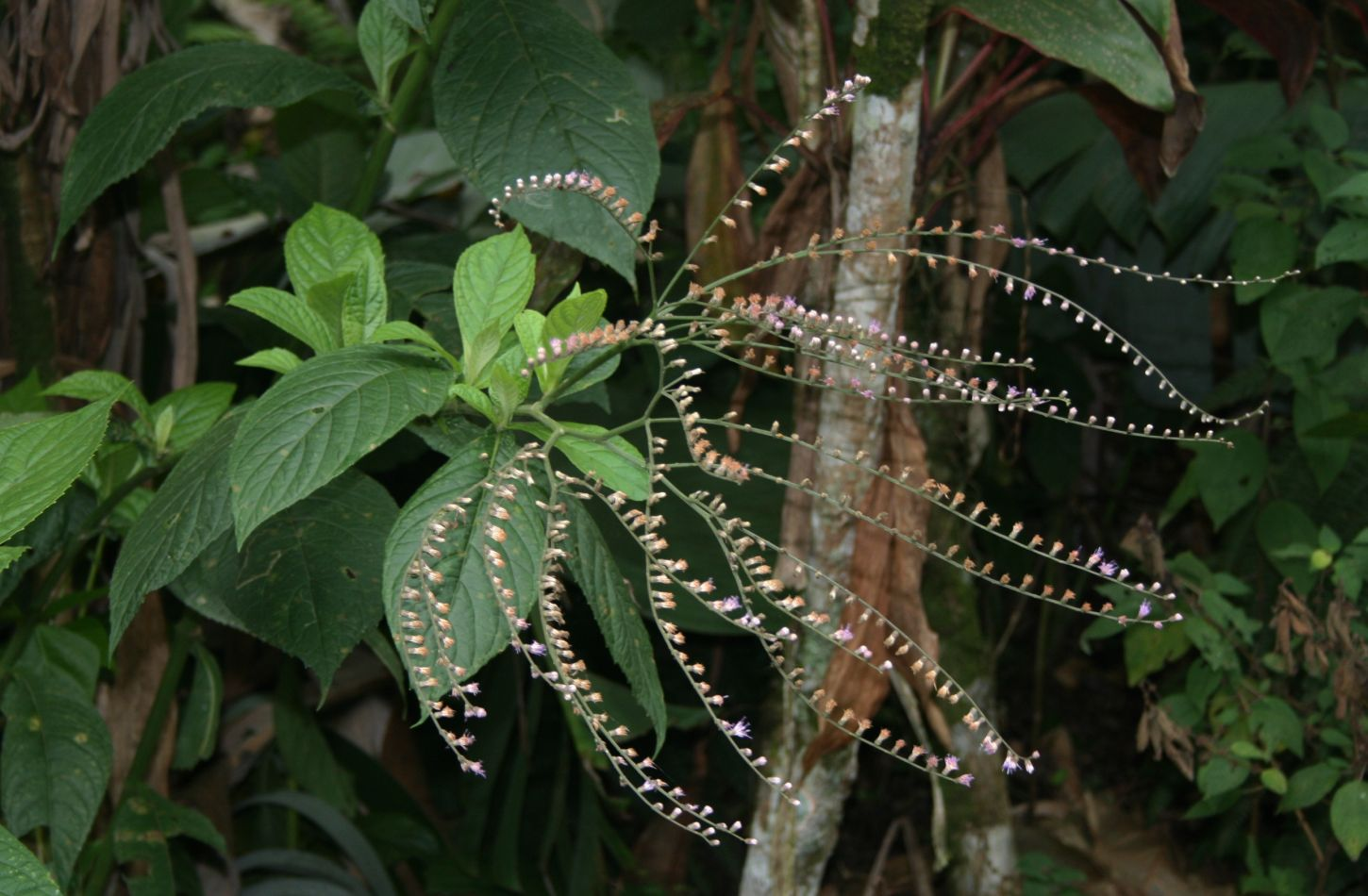
Le foglie
Eirmocephala brachiata

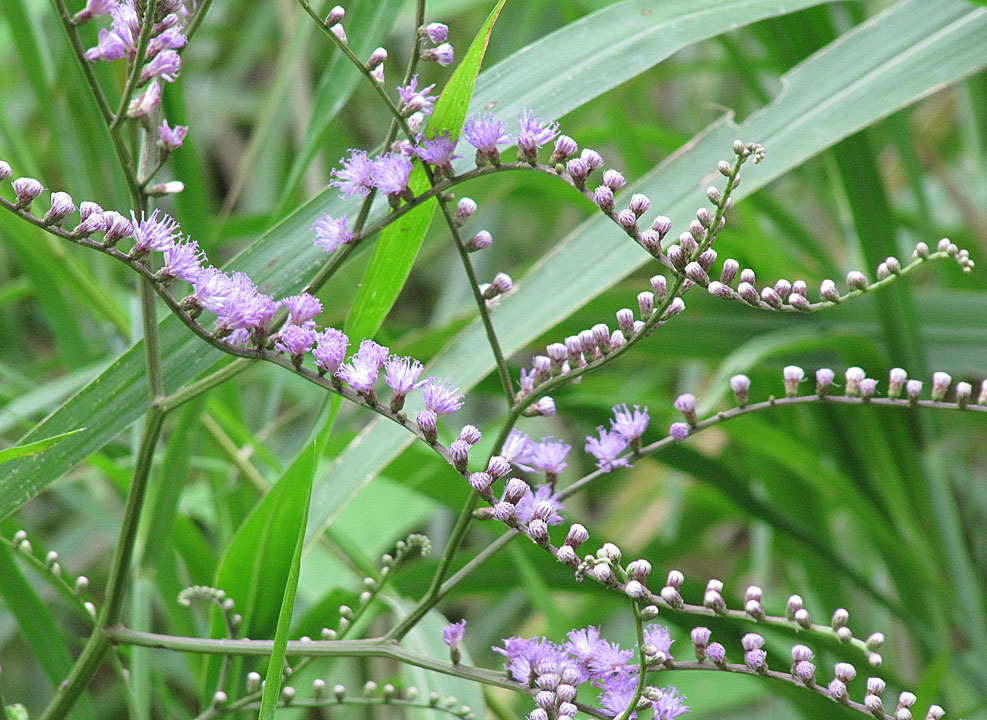
Infiorescenza
Eirmocephala brachiata

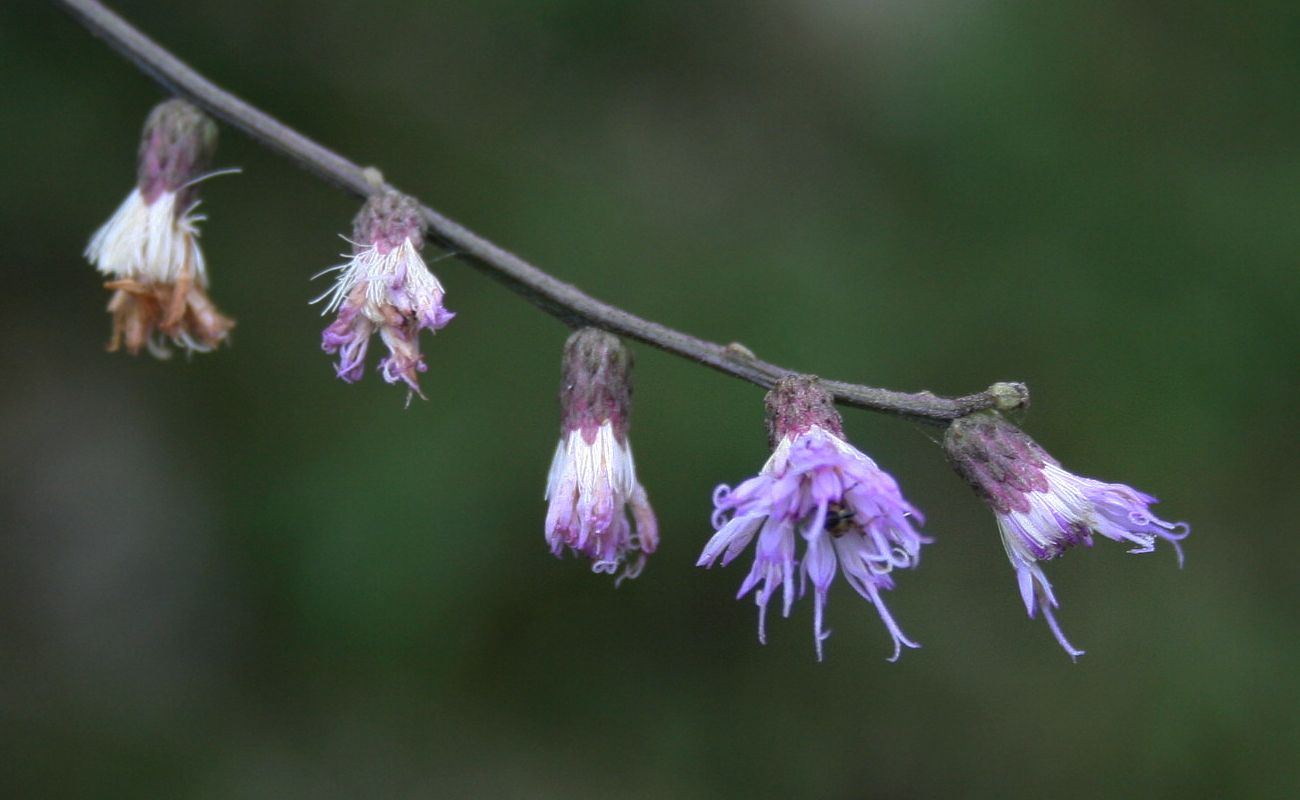
I fiori
Eirmocephala brachiata

L'habitus delle specie di queste piante è di tipo erbaceo (o suffrutescente) perenne con pubescenza per peli semplici. Altezza massima: 1,5 - 3 metri (massimo 6 metri). I fusti sono angolati. La parte ipogea del fusto può essere un rizoma o anche tuberosa. Gli organi interni di queste piante contengono lattoni sesquiterpenici.
Le foglie, brevemente alato-picciolate, lungo il fusto sono disposte in modo alterno. La lamina è intera a forma da largamente lanceolata a ovata con apici acuti e base tronca. I margini sono interi o seghettati. La superficie è lucida con peli puntato-ghiandolosi. Le venature sono di tipo pennato.
Le infiorescenza, terminali, sono composte da capolini persistenti, separati e raccolti in formazioni seriali densamente scorpioide-cimose. I capolini (sessili) sono composti da un involucro formato da 24 - 65 brattee subembricate in circa 4 serie che fanno da protezione al ricettacolo sul quale s'inseriscono i fiori tubulosi. Le brattee più interne sono persistenti; a volte sono scariose. Il ricettacolo, piatto, è privo di pagliette (ossia è nudo).
I fiori, da 7 a 35 per capolino, sono tetra-ciclici (ossia sono presenti 4 verticilli: calice – corolla – androceo – gineceo) e pentameri (ogni verticillo ha in genere 5 elementi). I fiori sono inoltre ermafroditi e actinomorfi (raramente possono essere zigomorfi).
- Formula fiorale:

*/x K {\displaystyle \infty }, [C (5), A (5)], G 2 (infero), achenio
- Calice: i sepali del calice sono ridotti ad una coroncina di squame.
- Corolla: le corolle sono formate da un tubo terminante in 5 regolari lobi; il colore è più o meno lavanda; la superficie può essere internamente pelosa; i lobi possono essere incurvati all'esterno.
- Androceo: gli stami sono 5 con filamenti liberi e distinti, mentre le antere sono saldate in un manicotto (o tubo) circondante lo stilo.[12] Le antere, sagittate, sono caudate con base sclerificata e dentata. Le appendici delle antere hanno le pareti sottili, spesso con ghiandole o peli. Il polline è subtriporato (con tre aperture di tipo isodiametrica o poro), è echinato (con punte) e con lacune polari, ma non è "lophato".[13]
- Gineceo: lo stilo è filiforme e provvisto di nodi discoidi. Gli stigmi dello stilo sono due divergenti e smussati con la superficie stigmatica posizionata internamente (vicino alla base). La pubescenza è del tipo a spazzola con peli appuntiti.[14] L'ovario è infero uniloculare formato da 2 carpelli.

I frutti sono degli acheni con pappo. Gli acheni, a forma cilindrica o prismatica e con 10 venature/coste (non sono bicornuti e raramente compressi)), hanno la superficie setosa. All'interno si possono trovare dei rafidi subquadrati allungati; non è presente il tessuto tipo fitomelanina e tessuto di tipo idioblasto. Il "carpopodium" (carpoforo) è anulare. Il pappo è formato da setole capillari con squamelle.

## Biologia
- Impollinazione: l'impollinazione avviene tramite insetti (impollinazione entomogama tramite farfalle diurne e notturne).
- Riproduzione: la fecondazione avviene fondamentalmente tramite l'impollinazione dei fiori (vedi sopra).
- Dispersione: i semi (gli acheni) cadendo a terra sono successivamente dispersi soprattutto da insetti tipo formiche (disseminazione mirmecoria). In questo tipo di piante avviene anche un altro tipo di dispersione: zoocoria. Infatti gli uncini delle brattee dell'involucro si agganciano ai peli degli animali di passaggio disperdendo così anche su lunghe distanze i semi della pianta.

## Distribuzione e habitat
Le piante di questo gruppo sono distribuite in America Centrale.

## Tassonomia
La famiglia di appartenenza di questa voce (Asteraceae o Compositae, nomen conservandum) probabilmente originaria del Sud America, è la più numerosa del mondo vegetale, comprende oltre 23.000 specie distribuite su 1.535 generi, oppure 22.750 specie e 1.530 generi secondo altre fonti (una delle checklist più aggiornata elenca fino a 1.679 generi). La famiglia attualmente (2021) è divisa in 16 sottofamiglie.

### Filogenesi
Le piante di questo gruppo appartengono alla sottotribù Vernoniinae descritta all'interno della tribù Vernonieae Cass. della sottofamiglia Vernonioideae Lindl.. Questa classificazione è stata ottenuta ultimamente con le analisi del DNA delle varie specie del gruppo. Da un punto di vista filogenetico in base alle ultime analisi sul DNA la tribù Vernonieae è risultata divisa in due grandi cladi: Muovo Mondo e Vecchio Mondo. I generi di Vernoniinae appartengono al clade relativo all'America.
La sottotribù, e quindi i suoi generi, si distingue per i seguenti caratteri:
- le appendici delle antere hanno le pareti sottili, spesso con ghiandole o peli;
- il polline può essere "lophato", ma anche non "lophato".

Nell'ambito della tribù il gruppo delle Vernoniinae (insieme alle sottotribù Chrestinae e Lychnophorinae) è stato uno degli ultimi a evolversi (occupa quindi una posizione vicina al "core" della tribù). In precedenza la tribù Vernonieae, e quindi la sottotribù di questo genere (Vernoniinae), era descritta all'interno della sottofamiglia Cichorioideae.
I caratteri distintivi per le specie di questo genere ( Eirmocephala ) sono:
- i piccioli normalmente sono ampiamente alati alla base;
- i capolini invecchiati non sono decidui;
- le setole del pappo sono più ampie all'apice;
- le code delle teche delle antere sono sclerificate;
- gli acheni sono privi di idioblasti.

Il numero cromosomico delle specie di questo genere è: 2n = 32 e 34.

### Elenco delle specie
Questo genere ha 3 specie:
- Eirmocephala brachiata (Benth.) H.Rob.
- Eirmocephala cainarachiensis  (Hieron.) H.Rob.
- Eirmocephala megaphylla  (Hieron.) H.Rob.